# Saison 2017-2018 des Raptors de Toronto
La saison 2017-2018 des Raptors de Toronto est la 23e saison de la franchise en NBA.

## Draft
| Tour | Choix | Joueur     | Poste | Nationalité | Provenance            |
| ---- | ----- | ---------- | ----- | ----------- | --------------------- |
| 1    | 23    | OG Anunoby | SF/PF | Royaume-Uni | Hoosiers de l'Indiana |

## Matchs

### Summer League
| Summer League Total: 3-2 |

| Match | Date match | Équipe           | Score        | Meilleur marqueur    | Meilleur rebondeur    | Meilleur passeur      | Lieux Spectateurs    | Série |
| ----- | ---------- | ---------------- | ------------ | -------------------- | --------------------- | --------------------- | -------------------- | ----- |
| 1     | 7 juillet  | Nouvelle-Orléans | V 96-93      | Pascal Siakam (24)   | Jakob Pöltl (10)      | Fred VanVleet (9)     | Cox Pavilion         | 1 - 0 |
| 2     | 8 juillet  | Minnesota        | V 97-72      | Pascal Siakam (17)   | Jakob Pöltl (10)      | Fred VanVleet (5)     | Thomas & Mack Center | 2 - 0 |
| 3     | 10 juillet | Denver           | V 82-81      | Pöltl, VanVleet (17) | Alfonzo McKinnie (11) | Pascal Siakam (4)     | Cox Pavilion         | 3 - 0 |
| 4     | 13 juillet | Portland         | D 85-91      | Fred VanVleet (31)   | Alfonzo McKinnie (9)  | Caupain, VanVleet (3) | Cox Pavilion         | 3 - 1 |
| 5     | 14 juillet | Cleveland        | D 75-78 (OT) | Kennedy Meeks (18)   | Kennedy Meeks (9)     | Loyd, Meeks (3)       | Thomas & Mack Center | 3 - 2 |

### Pré-saison
| Pré-saison Total: 2-2 (Domicile : 0-0 ; Extérieur : 2-2) |

| Match | Date match  | Équipe          | Score     | Meilleur marqueur  | Meilleur rebondeur     | Meilleur passeur    | Lieux Spectateurs   | Série |
| ----- | ----------- | --------------- | --------- | ------------------ | ---------------------- | ------------------- | ------------------- | ----- |
| 1     | 1er octobre | @ L.A. Clippers | V 121-113 | Kyle Lowry (17)    | Jonas Valančiūnas (10) | Trois joueurs (4)   | Stan Sheriff Center | 1 - 0 |
| 2     | 3 octobre   | @ L.A. Clippers | D 84-98   | DeMar DeRozan (15) | Jonas Valančiūnas (6)  | DeMar DeRozan (4)   | Stan Sheriff Center | 1 - 1 |
| 3     | 5 octobre   | @ Portland      | D 101-106 | Kyle Lowry (23)    | Alfonzo McKinnie (8)   | Kyle Lowry (6)      | Moda Center         | 1 - 2 |
| 4     | 10 octobre  | Détroit         | V 116-94  | C. J. Miles (19)   | Jonas Valančiūnas (11) | DeMar DeRozan (7)   | Air Canada Centre   | 2 - 2 |
| 5     | 13 octobre  | @ Chicago       | V 125-104 | C. J. Miles (27)   | Jonas Valančiūnas (10) | Lowry, VanVleet (6) | United Center       | 3 - 2 |

### Saison régulière
| Saison régulière Total: 59-23 (Domicile : 34-7 ; Extérieur : 25-16) |

| Match | Date match | Équipe         | Score     | Meilleur marqueur      | Meilleur rebondeur     | Meilleur passeur  | Lieux             | Série |
| ----- | ---------- | -------------- | --------- | ---------------------- | ---------------------- | ----------------- | ----------------- | ----- |
| 1     | 19 octobre | Chicago        | V 117-100 | Jonas Valančiūnas (23) | Jonas Valančiūnas (15) | Kyle Lowry (9)    | Centre Air Canada | 1 - 0 |
| 2     | 21 octobre | Philadelphie   | V 128-94  | DeMar DeRozan (30)     | Lucas Nogueira (9)     | Kyle Lowry (5)    | Centre Air Canada | 2 - 0 |
| 3     | 23 octobre | @ San Antonio  | D 97-101  | DeMar DeRozan (28)     | Jakob Pöltl (12)       | Trois joueurs (4) | AT&T Center       | 2 - 1 |
| 4     | 25 octobre | @ Golden State | D 112-117 | DeMar DeRozan (24)     | Jakob Pöltl (14)       | Kyle Lowry (9)    | Oracle Arena      | 2 - 2 |
| 5     | 27 octobre | @ L.A. Lakers  | V 101-92  | DeMar DeRozan (24)     | Kyle Lowry (10)        | Kyle Lowry (12)   | Staples Center    | 3 - 2 |
| 6     | 30 octobre | @ Portland     | V 99-85   | DeMar DeRozan (25)     | Kyle Lowry (10)        | Kyle Lowry (6)    | Moda Center       | 4 - 2 |

| Match | Date match   | Équipe        | Score     | Meilleur marqueur   | Meilleur rebondeur     | Meilleur passeur     | Lieux                   | Série  |
| ----- | ------------ | ------------- | --------- | ------------------- | ---------------------- | -------------------- | ----------------------- | ------ |
| 7     | 1er novembre | @ Denver      | D 111-129 | Norman Powell (14)  | Pascal Siakam (8)      | Delon Wright (6)     | Pepsi Center            | 4 - 3  |
| 8     | 3 novembre   | @ Utah        | V 109-100 | DeMar DeRozan (37)  | Jonas Valančiūnas (8)  | Kyle Lowry (10)      | Vivint Smart Home Arena | 5 - 3  |
| 9     | 5 novembre   | Washington    | D 96-107  | DeMar DeRozan (26)  | Serge Ibaka (10)       | Wright, VanVleet (4) | Centre Air Canada       | 5 - 4  |
| 10    | 7 novembre   | Chicago       | V 119-114 | DeMar DeRozan (24)  | Jonas Valančiūnas (10) | Kyle Lowry (6)       | Centre Air Canada       | 6 - 4  |
| 11    | 9 novembre   | New Orleans   | V 122-118 | DeMar DeRozan (33)  | Jonas Valančiūnas (13) | DeMar DeRozan (8)    | Centre Air Canada       | 7 - 4  |
| 12    | 12 novembre  | @ Boston      | D 94-95   | DeMar DeRozan (24)  | Lucas Nogueira (7)     | Kyle Lowry (7)       | TD Garden               | 7 - 5  |
| 13    | 14 novembre  | @ Houston     | V 129-113 | DeMar DeRozan (27)  | Jonas Valančiūnas (7)  | Kyle Lowry (10)      | Toyota Center           | 8 - 5  |
| 14    | 15 novembre  | @ New Orleans | V 125-116 | DeMar DeRozan (25)  | Kyle Lowry (11)        | Kyle Lowry (9)       | Smoothie King Center    | 9 - 5  |
| 15    | 17 novembre  | New York      | V 107-84  | DeRozan, Lowry (22) | Kyle Lowry (8)         | Kyle Lowry (10)      | Centre Air Canada       | 10 - 5 |
| 16    | 19 novembre  | Washington    | V 100-91  | DeMar DeRozan (33)  | Pascal Siakam (9)      | DeRozan, Lowry (6)   | Centre Air Canada       | 11 - 5 |
| 17    | 22 novembre  | @ New York    | D 100-108 | Kyle Lowry (25)     | Kyle Lowry (10)        | Kyle Lowry (5)       | Madison Square Garden   | 11 - 6 |
| 18    | 24 novembre  | @ Indiana     | D 104-107 | Kyle Lowry (24)     | Kyle Lowry (10)        | Kyle Lowry (8)       | Bankers Life Fieldhouse | 11 - 7 |
| 19    | 25 novembre  | @ Atlanta     | V 112-78  | Norman Powell (17)  | Kyle Lowry (13)        | DeMar DeRozan (8)    | Philips Arena           | 12 - 7 |
| 20    | 29 novembre  | Charlotte     | V 126-113 | Kyle Lowry (36)     | Serge Ibaka (8)        | Fred VanVleet (9)    | Centre Air Canada       | 13 - 7 |

| Match | Date match   | Équipe          | Score     | Meilleur marqueur      | Meilleur rebondeur     | Meilleur passeur   | Lieux                      | Série   |
| ----- | ------------ | --------------- | --------- | ---------------------- | ---------------------- | ------------------ | -------------------------- | ------- |
| 21    | 1er décembre | Indiana         | V 120-115 | DeMar DeRozan (26)     | Serge Ibaka (8)        | Kyle Lowry (8)     | Centre Air Canada          | 14 - 7  |
| 22    | 5 décembre   | Phoenix         | V 126-113 | DeRozan, Lowry (20)    | Jonas Valančiūnas (8)  | Kyle Lowry (10)    | Centre Air Canada          | 15 - 7  |
| 23    | 8 décembre   | @ Memphis       | V 116-107 | DeMar DeRozan (26)     | Jonas Valančiūnas (8)  | Kyle Lowry (8)     | FedEx Forum                | 16 - 7  |
| 24    | 10 décembre  | @ Sacramento    | V 102-87  | DeMar DeRozan (25)     | Kyle Lowry (12)        | DeMar DeRozan (9)  | Golden 1 Center            | 17 - 7  |
| 25    | 11 décembre  | @ L.A. Clippers | D 91-96   | Jonas Valančiūnas (23) | Jonas Valančiūnas (15) | DeMar DeRozan (8)  | Staples Center             | 17 - 8  |
| 26    | 13 décembre  | @ Phoenix       | V 115-109 | DeMar DeRozan (37)     | Serge Ibaka (13)       | Kyle Lowry (7)     | Talking Stick Resort Arena | 18 - 8  |
| 27    | 15 décembre  | Brooklyn        | V 120-87  | DeMar DeRozan (31)     | Kyle Lowry (10)        | Kyle Lowry (12)    | Centre Air Canada          | 19 - 8  |
| 28    | 17 décembre  | Sacramento      | V 108-93  | DeMar DeRozan (21)     | Jonas Valančiūnas (16) | Kyle Lowry (7)     | Centre Air Canada          | 20 - 8  |
| 29    | 20 décembre  | @ Charlotte     | V 129-111 | DeMar DeRozan (28)     | Jakob Pöltl (8)        | DeRozan, Lowry (8) | Spectrum Center            | 21 - 8  |
| 30    | 21 décembre  | @ Philadelphie  | V 114-109 | DeMar DeRozan (45)     | Kyle Lowry (9)         | Lowry, Wright (4)  | Wells Fargo Center         | 22 - 8  |
| 31    | 23 décembre  | Philadelphie    | V 102-86  | DeMar DeRozan (29)     | Trois joueurs (6)      | Kyle Lowry (5)     | Centre Air Canada          | 23 - 8  |
| 32    | 26 décembre  | @ Dallas        | D 93-98   | Kyle Lowry (23)        | Serge Ibaka (12)       | Kyle Lowry (6)     | American Airlines Center   | 23 - 9  |
| 33    | 27 décembre  | @ Oklahoma City | D 107-124 | C. J. Miles (20)       | DeRozan, Pöltl (6)     | Kyle Lowry (10)    | Chesapeake Energy Arena    | 23 - 10 |
| 34    | 29 décembre  | Atlanta         | V 111-98  | DeMar DeRozan (25)     | Jonas Valančiūnas (11) | DeRozan, Lowry (5) | Centre Air Canada          | 24 - 10 |

| Match | Date match  | Équipe         | Score          | Meilleur marqueur      | Meilleur rebondeur     | Meilleur passeur  | Lieux                     | Série   |
| ----- | ----------- | -------------- | -------------- | ---------------------- | ---------------------- | ----------------- | ------------------------- | ------- |
| 35    | 1er janvier | Milwaukee      | V 131-127 (OT) | DeMar DeRozan (52)     | Serge Ibaka (8)        | DeMar DeRozan (8) | Centre Air Canada         | 25 - 10 |
| 36    | 3 janvier   | @ Chicago      | V 124-115      | DeMar DeRozan (35)     | Delon Wright (13)      | DeMar DeRozan (6) | United Center             | 26 - 10 |
| 37    | 5 janvier   | @ Milwaukee    | V 129-110      | Serge Ibaka (21)       | Jonas Valančiūnas (13) | Delon Wright (7)  | BMO Harris Bradley Center | 27 - 10 |
| 38    | 8 janvier   | @ Brooklyn     | V 114-113 (OT) | DeMar DeRozan (35)     | Jonas Valančiūnas (13) | Kyle Lowry (11)   | Barclays Center           | 28 - 10 |
| 39    | 9 janvier   | Miami          | D 89-90        | DeMar DeRozan (25)     | Delon Wright (7)       | DeMar DeRozan (6) | Centre Air Canada         | 28 - 11 |
| 40    | 11 janvier  | Cleveland      | V 133-99       | Fred VanVleet (22)     | Jonas Valančiūnas (18) | DeMar DeRozan (8) | Centre Air Canada         | 29 - 11 |
| 41    | 13 janvier  | Golden State   | D 125-127      | DeMar DeRozan (42)     | Jonas Valančiūnas (9)  | Fred VanVleet (4) | Centre Air Canada         | 29 - 12 |
| 42    | 15 janvier  | @ Philadelphie | D 111-117      | DeMar DeRozan (24)     | Jakob Pöltl (8)        | DeMar DeRozan (5) | Wells Fargo Center        | 29 - 13 |
| 43    | 17 janvier  | Détroit        | V 96-91        | C. J. Miles (21)       | Jonas Valančiūnas (16) | Trois joueurs (5) | Centre Air Canada         | 30 - 13 |
| 44    | 19 janvier  | San Antonio    | V 86-83        | Kyle Lowry (24)        | Jonas Valančiūnas (11) | DeMar DeRozan (6) | Centre Air Canada         | 31 - 13 |
| 45    | 20 janvier  | @ Minnesota    | D 109-115      | Kyle Lowry (40)        | Delon Wright (6)       | Delon Wright (6)  | Target Center             | 31 - 14 |
| 46    | 24 janvier  | @ Atlanta      | V 108-93       | Fred VanVleet (19)     | Jonas Valančiūnas (13) | Fred VanVleet (5) | Philips Arena             | 32 - 14 |
| 47    | 26 janvier  | Utah           | D 93-97        | Jonas Valančiūnas (28) | Jonas Valančiūnas (14) | DeMar DeRozan (8) | Centre Air Canada         | 32 - 15 |
| 48    | 28 janvier  | L.A. Lakers    | V 123-111      | Fred VanVleet (25)     | Kyle Lowry (11)        | DeMar DeRozan (7) | Centre Air Canada         | 33 - 15 |
| 49    | 30 janvier  | Minnesota      | V 109-104      | DeMar DeRozan (23)     | Jonas Valančiūnas (11) | Kyle Lowry (9)    | Centre Air Canada         | 34 - 15 |

| Match                  | Date match  | Équipe       | Score          | Meilleur marqueur      | Meilleur rebondeur       | Meilleur passeur     | Lieux             | Série   |
| ---------------------- | ----------- | ------------ | -------------- | ---------------------- | ------------------------ | -------------------- | ----------------- | ------- |
| 50                     | 1er février | @ Washington | D 119-122      | Kyle Lowry (29)        | Jonas Valančiūnas (6)    | DeMar DeRozan (6)    | Capital One Arena | 34 - 16 |
| 51                     | 2 février   | Portland     | V 130-105      | DeMar DeRozan (35)     | Jonas Valančiūnas (8)    | Kyle Lowry (5)       | Centre Air Canada | 35 - 16 |
| 52                     | 4 février   | Memphis      | V 101-86       | Delon Wright (15)      | Jonas Valančiūnas (9)    | Fred VanVleet (8)    | Centre Air Canada | 36 - 16 |
| 53                     | 6 février   | Boston       | V 111-91       | Kyle Lowry (23)        | Kyle Lowry (8)           | Fred VanVleet (8)    | Centre Air Canada | 37 - 16 |
| 54                     | 8 février   | New York     | V 113-88       | Jonas Valančiūnas (18) | Jonas Valančiūnas (10)   | Siakam, VanVleet (6) | Centre Air Canada | 38 - 16 |
| 55                     | 11 février  | @ Charlotte  | V 123-103      | DeMar DeRozan (25)     | Jonas Valančiūnas (9)    | DeMar DeRozan (8)    | Spectrum Center   | 39 - 16 |
| 56                     | 13 février  | Miami        | V 115-112      | DeMar DeRozan (27)     | Ibaka, Valančiūnas (10)  | Kyle Lowry (8)       | Centre Air Canada | 40 - 16 |
| 57                     | 14 février  | @ Chicago    | V 122-98       | Ibaka, Lowry (20)      | Jonas Valančiūnas (9)    | Kyle Lowry (10)      | United Center     | 41 - 16 |
| NBA All-Star Game 2018 |             |              |                |                        |                          |                      |                   |         |
| 58                     | 23 février  | Milwaukee    | D 119-122 (OT) | DeMar DeRozan (33)     | DeRozan, Valančiūnas (8) | Kyle Lowry (7)       | Centre Air Canada | 41 - 17 |
| 59                     | 26 février  | Détroit      | V 123-94       | DeRozan, Lowry (20)    | Serge Ibaka (9)          | DeMar DeRozan (7)    | Centre Air Canada | 42 - 17 |
| 60                     | 28 février  | @ Orlando    | V 117-104      | DeMar DeRozan (21)     | Jakob Pöltl (8)          | Kyle Lowry (11)      | Amway Center      | 43 - 17 |

| Match | Date match | Équipe        | Score          | Meilleur marqueur          | Meilleur rebondeur     | Meilleur passeur    | Lieux                   | Série   |
| ----- | ---------- | ------------- | -------------- | -------------------------- | ---------------------- | ------------------- | ----------------------- | ------- |
| 61    | 2 mars     | @ Washington  | V 102-95       | DeMar DeRozan (23)         | Kyle Lowry (7)         | Kyle Lowry (5)      | Capital One Arena       | 44 - 17 |
| 62    | 4 mars     | Charlotte     | V 103-98       | DeMar DeRozan (19)         | Jonas Valančiūnas (13) | DeMar DeRozan (8)   | Centre Air Canada       | 45 - 17 |
| 63    | 6 mars     | Atlanta       | V 106-90       | DeMar DeRozan (25)         | Jakob Pöltl (9)        | Lowry, VanVleet (7) | Centre Air Canada       | 46 - 17 |
| 64    | 7 mars     | @ Détroit     | V 121-119 (OT) | DeMar DeRozan (42)         | Jonas Valančiūnas (11) | Kyle Lowry (15)     | Little Caesars Arena    | 47 - 17 |
| 65    | 9 mars     | Houston       | V 108-105      | Kyle Lowry (30)            | Jonas Valančiūnas (10) | Kyle Lowry (6)      | Centre Air Canada       | 48 - 17 |
| 66    | 11 mars    | @ New York    | V 132-106      | Jonas Valančiūnas (17)     | Jonas Valančiūnas (9)  | Kyle Lowry (7)      | Madison Square Garden   | 49 - 17 |
| 67    | 13 mars    | @ Brooklyn    | V 116-102      | Jonas Valančiūnas (26)     | Jonas Valančiūnas (14) | Kyle Lowry (11)     | Madison Square Garden   | 50 - 17 |
| 68    | 15 mars    | @ Indiana     | V 106-99       | DeMar DeRozan (24)         | Jonas Valančiūnas (17) | DeMar DeRozan (7)   | Bankers Life Fieldhouse | 51 - 17 |
| 69    | 16 mars    | Dallas        | V 122-115 (OT) | DeMar DeRozan (29)         | Jonas Valančiūnas (12) | Fred VanVleet (8)   | Centre Air Canada       | 52 - 17 |
| 70    | 18 mars    | Oklahoma City | D 125-132      | DeMar DeRozan (24)         | Serge Ibaka (6)        | Kyle Lowry (10)     | Centre Air Canada       | 52 - 18 |
| 71    | 20 mars    | @ Orlando     | V 93-86        | Kyle Lowry (25)            | Jonas Valančiūnas (8)  | Kyle Lowry (8)      | Amway Center            | 53 - 18 |
| 72    | 21 mars    | @ Cleveland   | D 129-132      | Kyle Lowry (24)            | Pöltl, Valančiūnas (8) | Kyle Lowry (7)      | Quicken Loans Arena     | 53 - 19 |
| 73    | 23 mars    | Brooklyn      | V 116-112      | Kyle Lowry (25)            | Kyle Lowry (10)        | Kyle Lowry (12)     | Centre Air Canada       | 54 - 19 |
| 74    | 25 mars    | L.A. Clippers | D 106-117      | Valančiūnas, VanVleet (16) | Jonas Valančiūnas (10) | Kyle Lowry (8)      | Centre Air Canada       | 54 - 20 |
| 75    | 27 mars    | Denver        | V 114-110      | Trois joueurs (15)         | Jakob Pöltl (8)        | Lowry, DeRozan (8)  | Centre Air Canada       | 55 - 20 |
| 76    | 31 mars    | @ Boston      | D 99-110       | DeMar DeRozan (32)         | Jonas Valančiūnas (11) | Kyle Lowry (9)      | TD Garden               | 55 - 21 |

| Match | Date match | Équipe      | Score          | Meilleur marqueur      | Meilleur rebondeur     | Meilleur passeur  | Lieux                   | Série   |
| ----- | ---------- | ----------- | -------------- | ---------------------- | ---------------------- | ----------------- | ----------------------- | ------- |
| 77    | 3 avril    | @ Cleveland | D 106-112      | DeMar DeRozan (19)     | Serge Ibaka (12)       | DeMar DeRozan (7) | Quicken Loans Arena     | 55 - 22 |
| 78    | 4 avril    | Boston      | V 96-78        | DeMar DeRozan (16)     | Delon Wright (9)       | Delon Wright (8)  | Centre Air Canada       | 56 - 22 |
| 79    | 6 avril    | Indiana     | V 92-73        | Serge Ibaka (25)       | Jonas Valančiūnas (12) | Kyle Lowry (9)    | Centre Air Canada       | 57 - 22 |
| 80    | 8 avril    | Orlando     | V 112-101      | C. J. Miles (22)       | Pascal Siakam (9)      | Kyle Lowry (7)    | Centre Air Canada       | 58 - 22 |
| 81    | 9 avril    | @ Détroit   | V 108-98       | Jonas Valančiūnas (25) | Jonas Valančiūnas (9)  | Kyle Lowry (9)    | Little Caesars Arena    | 59 - 22 |
| 82    | 11 avril   | @ Miami     | D 109-116 (OT) | Kyle Lowry (28)        | Jakob Pöltl (12)       | Kyle Lowry (9)    | American Airlines Arena | 59 - 23 |

## Playoffs
| Playoffs Total: 4-6 (Domicile : 3-2 ; Extérieur : 1-4) |

| Match | Date match | Équipe       | Score     | Meilleur marqueur  | Meilleur rebondeur     | Meilleur passeur  | Lieux Spectateurs | Série |
| ----- | ---------- | ------------ | --------- | ------------------ | ---------------------- | ----------------- | ----------------- | ----- |
| 1     | 14 avril   | Washington   | V 114-106 | Serge Ibaka (23)   | Serge Ibaka (12)       | Kyle Lowry (9)    | Air Canada Centre | 1 - 0 |
| 2     | 17 avril   | Washington   | V 119-130 | DeMar DeRozan (37) | Jonas Valančiūnas (14) | Kyle Lowry (12)   | Air Canada Centre | 2 - 0 |
| 3     | 20 avril   | @ Washington | D 103-122 | DeMar DeRozan (23) | Serge Ibaka (6)        | Kyle Lowry (8)    | Capital One Arena | 2 - 1 |
| 4     | 22 avril   | @ Washington | D 98-106  | DeMar DeRozan (35) | Serge Ibaka (10)       | DeMar DeRozan (6) | Capital One Arena | 2 - 2 |
| 5     | 25 avril   | Washington   | V 108-98  | DeMar DeRozan (32) | Jonas Valančiūnas (13) | Kyle Lowry (10)   | Air Canada Centre | 3 - 2 |
| 6     | 27 avril   | @ Washington | V 102-92  | Kyle Lowry (24)    | Jonas Valančiūnas (12) | Kyle Lowry (6)    | Capital One Arena | 4 - 2 |

| Match | Date match | Équipe      | Score          | Meilleur marqueur      | Meilleur rebondeur        | Meilleur passeur | Lieux Spectateurs   | Série |
| ----- | ---------- | ----------- | -------------- | ---------------------- | ------------------------- | ---------------- | ------------------- | ----- |
| 1     | 1er mai    | Cleveland   | D 112-113 (OT) | DeMar DeRozan (22)     | Jonas Valančiūnas (21)    | Kyle Lowry (10)  | Air Canada Centre   | 0 - 1 |
| 2     | 3 mai      | Cleveland   | D 110-128      | DeMar DeRozan (24)     | Jonas Valančiūnas (12)    | Kyle Lowry (8)   | Air Canada Centre   | 0 - 2 |
| 3     | 5 mai      | @ Cleveland | D 103-105      | Kyle Lowry (27)        | Jonas Valančiūnas (11)    | Kyle Lowry (7)   | Quicken Loans Arena | 0 - 3 |
| 4     | 7 mai      | @ Cleveland | D 93-128       | Jonas Valančiūnas (18) | Valančiūnas & DeRozan (5) | Kyle Lowry (10)  | Quicken Loans Arena | 0 - 4 |

### Confrontations en saison régulière
| Conférence Est      | Conférence Est                              | Conférence Est                              | Conférence Est                              | Conférence Est                              | Conférence Ouest                            | Conférence Ouest                            | Conférence Ouest                            |
| Division Atlantique | Division Atlantique                         | Division Atlantique                         | Division Atlantique                         | Division Atlantique                         | Division Nord-Ouest                         | Division Nord-Ouest                         | Division Nord-Ouest                         |
| Équipe              | Domicile                                    | Domicile                                    | Extérieur                                   | Extérieur                                   | Équipe                                      | Domicile                                    | Extérieur                                   |
| ------------------- | ------------------------------------------- | ------------------------------------------- | ------------------------------------------- | ------------------------------------------- | ------------------------------------------- | ------------------------------------------- | ------------------------------------------- |
| Boston              | 111-91                                      | 96-78                                       | 94-95                                       | 99-110                                      | Denver                                      | 114-110                                     | 111-129                                     |
| Brooklyn            | 120-87                                      | 116-112                                     | 114-113 (OT)                                | 116-102                                     | Minnesota                                   | 109-104                                     | 109-115                                     |
| New York            | 107-84                                      | 113-88                                      | 100-108                                     | 132-106                                     | Oklahoma City                               | 125-132                                     | 107-124                                     |
| Philadelphie        | 128-94                                      | 102-86                                      | 114-109                                     | 111-117                                     | Portland                                    | 130-105                                     | 99-85                                       |
|                     |                                             |                                             |                                             |                                             | Utah                                        | 93-97                                       | 109-100                                     |
|                     | 8–0                                         | 8–0                                         | 4–4                                         | 4–4                                         |                                             | 3–2                                         | 2–3                                         |
| Division            | 11–4                                        | 11–4                                        | 11–4                                        | 11–4                                        | Division                                    | 5-5                                         | 5-5                                         |
| Division Centrale   | Division Centrale                           | Division Centrale                           | Division Centrale                           | Division Centrale                           | Division Pacifique                          | Division Pacifique                          | Division Pacifique                          |
| Équipe              | Domicile                                    | Domicile                                    | Extérieur                                   | Extérieur                                   | Équipe                                      | Domicile                                    | Extérieur                                   |
| Chicago             | 117-100                                     | 119-114                                     | 124-115                                     | 122-98                                      | Golden State                                | 125-127                                     | 112-117                                     |
| Cleveland           | 133-99                                      |                                             | 129-132                                     | 106-112                                     | L.A. Clippers                               | 106-117                                     | 91-96                                       |
| Detroit             | 96-91                                       | 123-94                                      | 121-119 (OT)                                | 108-98                                      | L.A. Lakers                                 | 123-111                                     | 101-92                                      |
| Indiana             | 120-115                                     | 92-73                                       | 104-107                                     | 106-99                                      | Phoenix                                     | 126-113                                     | 115-109                                     |
| Milwaukee           | 131-127 (OT)                                | 119-122 (OT)                                | 129-110                                     |                                             | Sacramento                                  | 108-93                                      | 102-87                                      |
|                     | 8–1                                         | 8–1                                         | 6–3                                         | 6–3                                         |                                             | 3–2                                         | 3–2                                         |
| Division            | 14–4                                        | 14–4                                        | 14–4                                        | 14–4                                        | Division                                    | 6–4                                         | 6–4                                         |
| Division Sud-Est    | Division Sud-Est                            | Division Sud-Est                            | Division Sud-Est                            | Division Sud-Est                            | Division Sud-Ouest                          | Division Sud-Ouest                          | Division Sud-Ouest                          |
| Équipe              | Domicile                                    | Domicile                                    | Extérieur                                   | Extérieur                                   | Équipe                                      | Domicile                                    | Extérieur                                   |
| Atlanta             | 111-98                                      | 106-90                                      | 112-78                                      | 108-93                                      | Dallas                                      | 122-115 (OT)                                | 93-98                                       |
| Charlotte           | 126-113                                     | 103-98                                      | 129-111                                     | 123-103                                     | Houston                                     | 108-105                                     | 129-113                                     |
| Miami               | 89-90                                       | 115-112                                     | 109-116 (OT)                                |                                             | Memphis                                     | 101-86                                      | 116-107                                     |
| Orlando             | 112-101                                     |                                             | 117-104                                     | 93-86                                       | New Orleans                                 | 122-118                                     | 125-116                                     |
| Washington          | 96-107                                      | 100-91                                      | 119-122                                     | 102-95                                      | San Antonio                                 | 86-83                                       | 97-101                                      |
|                     | 7–2                                         | 7–2                                         | 7–2                                         | 7–2                                         |                                             | 5–0                                         | 3–2                                         |
| Division            | 14–4                                        | 14–4                                        | 14–4                                        | 14–4                                        | Division                                    | 8-2                                         | 8-2                                         |
| Conférence          | 40–12 (Domicile : 23–3 ; Extérieur : 17–9)  | 40–12 (Domicile : 23–3 ; Extérieur : 17–9)  | 40–12 (Domicile : 23–3 ; Extérieur : 17–9)  | 40–12 (Domicile : 23–3 ; Extérieur : 17–9)  | Conférence                                  | 19–11 (Domicile : 11–4 ; Extérieur : 8–7)   | 19–11 (Domicile : 11–4 ; Extérieur : 8–7)   |
| Total               | 59–23 (Domicile : 34–7 ; Extérieur : 25–16) | 59–23 (Domicile : 34–7 ; Extérieur : 25–16) | 59–23 (Domicile : 34–7 ; Extérieur : 25–16) | 59–23 (Domicile : 34–7 ; Extérieur : 25–16) | 59–23 (Domicile : 34–7 ; Extérieur : 25–16) | 59–23 (Domicile : 34–7 ; Extérieur : 25–16) | 59–23 (Domicile : 34–7 ; Extérieur : 25–16) |

## Effectif
| Raptors de Toronto Effectif en fin de saison régulière |    |                               |                     |                  |
| Entraîneur : Dwane Casey                               |    |                               |                     |                  |
| Ailier, Ailier fort                                    | 3  | Drapeau de la Grande-Bretagne | OG Anunoby          | Indiana          |
| Meneur, Arrière                                        | 4  | Drapeau des États-Unis        | Lorenzo Brown       | Carolina State   |
| Arrière, Ailier                                        | 10 | Drapeau des États-Unis        | DeMar DeRozan       | USC              |
| Ailier fort                                            | 9  | Drapeau de l'Espagne          | Serge Ibaka         | Espagne          |
| Meneur                                                 | 7  | Drapeau des États-Unis        | Kyle Lowry          | Villanova        |
| Ailier                                                 | 34 | Drapeau des États-Unis        | Alfonzo McKinnie    | Green Bay        |
| Ailier                                                 | 0  | Drapeau des États-Unis        | C. J. Miles         | Skyline HS (TX)  |
| Ailier                                                 | 13 | Drapeau des États-Unis        | Malcolm Miller (TW) | Crusaders        |
| Pivot                                                  | 92 | Drapeau du Brésil             | Lucas Nogueira      | Brésil           |
| Pivot                                                  | 42 | Drapeau de l'Autriche         | Jakob Pöltl         | Utah             |
| Arrière                                                | 24 | Drapeau des États-Unis        | Norman Powell       | UCLA             |
| Arrière                                                | 22 | Drapeau des États-Unis        | Malachi Richardson  | Syracuse         |
| Ailier fort                                            | 43 | Drapeau du Cameroun           | Pascal Siakam       | New Mexico State |
| Pivot                                                  | 17 | Drapeau de la Lituanie        | Jonas Valančiūnas   | Lituanie         |
| Meneur                                                 | 23 | Drapeau des États-Unis        | Fred VanVleet       | Wichita State    |
| Arrière, Meneur                                        | 55 | Drapeau des États-Unis        | Delon Wright        | Utah             |
| (C) - Capitaine, (TW) - Two-way contract, - Blessé     |    |                               |                     |                  |

## Transactions

### Echanges
| 25 mai 2017     | A Raptors de TorontoSecond tour de draft 2018            | A Magic d'OrlandoJeff Weltman (Président)                                              |
| 8 juillet 2017  | A Raptors de TorontoJustin Hamilton                      | A Nets de BrooklynDeMarre Carroll Premier tour de draft 2018 Second tour de draft 2018 |
| 14 juillet 2017 | A Raptors de TorontoDroits sur Emir Preldžič C. J. Miles | A Pacers de l'IndianaCory Joseph                                                       |
| 8 février 2018  | A Raptors de TorontoMalachi Richardson                   | A Kings de SacramentoBruno Caboclo                                                     |

### Joueurs qui re-signent
| Date       | Joueur        | Contrat                                                                         |
| ---------- | ------------- | ------------------------------------------------------------------------------- |
| 07/07/2017 | Serge Ibaka   | Contrat de 65 000 000 $ sur 3 ans.                                              |
| 07/07/2017 | Kyle Lowry    | Contrat de 100 000 000 $ sur 3 ans.                                             |
| 08/10/2017 | Norman Powell | Extension de contrat de 42 000 000 $ sur 4 ans à partir de la saison 2018-2019. |

### Arrivés
| Date       | Joueur           | Contrat                           | Provenance                              |
| ---------- | ---------------- | --------------------------------- | --------------------------------------- |
| 09/07/2017 | Alfonzo McKinnie | Contrat de 2 190 000 $ sur 2 ans  | Bulls de Windy City (NBA G League)      |
| 09/07/2017 | OG Anunoby       | Contrat de 3 600 000 $ sur 2 ans  | Hoosiers de l'Indiana (NCAA)            |
| 18/07/2017 | Kennedy Meeks    | Contrat de 816,000 $ sur 1 an     | Tar Heels de la Caroline du Nord (NCAA) |
| 18/07/2017 | C. J. Miles      | Contrat de 25 000 000 $ sur 3 ans | Pacers de l'Indiana                     |
| 11/04/2017 | Lorenzo Brown    | Contrat de 16,626 $ sur 1 an      | Raptors de Toronto                      |

#### Two-way contract
| Date       | Joueur         | Provenance                           |
| ---------- | -------------- | ------------------------------------ |
| 06/07/2017 | Malcolm Miller | ALBA Berlin                          |
| 25/07/2017 | Lorenzo Brown  | Drive de Grand Rapids (NBA G League) |

#### Contrat de 10 jours
| Date       | Joueur      | Provenance                           |
| ---------- | ----------- | ------------------------------------ |
| 06/03/2018 | Nigel Hayes | Knicks de Westchester (NBA G League) |

### Départs
| Date       | Joueur            | Raison départ                            | Nouvelle équipe ¹       |
| ---------- | ----------------- | ---------------------------------------- | ----------------------- |
| 01/07/2017 | Patrick Patterson | Agent libre                              | Thunder d'Oklahoma City |
| 01/07/2017 | P. J. Tucker      | Agent libre                              | Rockets de Houston      |
| 14/07/2017 | Justin Hamilton   | Coupé                                    | Beijing Ducks           |
| 11/03/2018 | Dwane Casey       | Viré de son poste d’entraîneur principal |                         |

¹ Il s'agit de l’équipe pour laquelle le joueur a signé après son départ, il a pu entre-temps changer d'équipe ou encore de pays.

#### Non retenu après les camps entraînements
| Date       | Joueur          | Nouvelle équipe                  |
| ---------- | --------------- | -------------------------------- |
| 07/10/2017 | Kennedy Meeks   | Raptors 905 (G League)           |
| 07/10/2017 | Andy Rautins    | Bandırma Banvit                  |
| 07/10/2017 | Kyle Wiltjer    | Olympiakós                       |
| 14/10/2017 | Davion Berry    | Raptors 905 (G League)           |
| 22/10/2017 | K. J. McDaniels | Drive de Grand Rapids (G League) |

### Joueurs "agents libres" à la fin de la saison
| Joueur         | Fin de saison         |
| -------------- | --------------------- |
| Lorenzo Brown  | Agent libre           |
| Lucas Nogueira | Agent libre restreint |
| Fred VanVleet  | Agent libre restreint |

## Récompenses
| Date        | Joueur        | Récompense                                   |
| ----------- | ------------- | -------------------------------------------- |
| 20 novembre | DeMar DeRozan | Joueur de la semaine dans la conférence Est. |
| 25 décembre | DeMar DeRozan | Joueur de la semaine dans la conférence Est. |
| Décembre    | Dwane Casey   | Entraîneur du mois dans la conférence Est.   |
| 8 janvier   | DeMar DeRozan | Joueur de la semaine dans la conférence Est. |
| Janvier     | DeMar DeRozan | Joueur du mois dans la conférence Est.       |
| 18 février  | DeMar DeRozan | ☆ All-Star 2018 ☆                            |
| 18 février  | Kyle Lowry    | ☆ All-Star 2018 ☆                            |
| 5 mars      | DeMar DeRozan | Joueur de la semaine dans la conférence Est. |
| 12 mars     | DeMar DeRozan | Joueur de la semaine dans la conférence Est. |
| 24 mai      | DeMar DeRozan | All-NBA Second Team.                         |